# Isonychus squamifer
Isonychus squamifer är en skalbaggsart som beskrevs av Blanchard 1850. Isonychus squamifer ingår i släktet Isonychus och familjen Melolonthidae. Inga underarter finns listade i Catalogue of Life.